# Vítor Lourenço
Vítor Lourenço(São Paulo, 1987) é um designer de interação e gráfico, conhecido por ser o primeiro designer do Twitter. Também é conhecido atualmente por seu trabalho no estúdio de startups Expa. Sua carreira profissional começou quando ainda era adolescente futuramente trabalhando em grandes empresas e sites como Globo.com, Yahoo! e Twitter.

## Biografia Profissional

### Início e interesse pelo design
Nascido em São Paulo capital, Vítor Lourenço começou seus estudos e interesses por design ainda jovem. Em 2002, ainda em sua adolescência, Vítor iniciou seu primeiro projeto de design, uma espécie de aplicação online restrita, parecida com a rede social Facebook, para seu grupo de amigos dos últimos anos de seu ensino fundamental. A aplicação contava com o envio de mensagens e troca de arquivos, o que na época repercutiu muito em seu colégio, o que fez Vítor acreditar que conseguia construir coisas interessantes.
Em 2006, ainda novo, Vítor Lourenço se inscreveu em um curso de graduação de design gráfico do Istituto Europeo di Design. Durante sua formação, devido à sua notoriedade, Vítor recebeu diversas oportunidades de trabalho, incluindo a oportunidade de trabalhar na Globo.com aos 18 anos, a qual foi aceita após abandonar o seu curso de graduação. Em seu novo trabalho, Vítor pode aproveitar para aprender na prática sobre design e trocar conhecimentos com uns dos melhores profissionais do mercado nacional na época.
Encerrando seu trabalho na Globo.com 2 anos depois, Vítor Lourenço fez uma passagem profissional pelo portal da web americano Yahoo!, sendo responsável pelo design e experiência do usuário da parte do portal Yahoo! Meme.

### Twitter e notoriedade internacional
Em 2008, Vítor Lourenço recebeu uma oportunidade de emprego para trabalhar na então nova rede social do Twitter, o que determinou o início de sua carreira e notoriedade internacional. Após o co-fundador do Twitter, Evan Williams descobrir seu trabalho através do software FoodFeed e de seu portfólio online, Vítor recebeu o contato e então o contrato para trabalhar na rede social remotamente. Seu trabalho se iniciou focado no redesign do site enquanto a empresa tinha apenas um pouco mais de dez funcionários. Para a fase de finalização do projeto, Vítor teve a oportunidade de viajar para São Francisco no Vale do Silício nos Estados Unidos em setembro de 2008 onde futuramente moraria em seus próximos anos.
Como primeiro designer do Twitter, Vítor trabalhou para simplificar a interface da rede social ainda mais, se inspirando nos pilares determinados por John Maeda, diminuir, esconder e incorporar. Esse caminho no qual Vítor se inspirou proporcionou a rede social de manter suas características e funcionalidades de uma maneira simples e sem excesso de informação. Quando se tratava do design gráfico do site, Vítor também ajudou a refinar a tipografia e organizar de uma forma consistente e limpa as informações do site. Além do design puro do site, também foi incorporado mudanças na programação do site, otimizando seus recursos.
Após sua passagem no Twitter, Vítor Lourenço se tornou renomado e continuou seu trabalho na empresa até 2012, quando finalmente deixou a rede social para focar em outros projetos de interesse.

### Projetos pessoais
Com o intuito de continuar sua carreira profissional junto de seu novo reconhecimento internacional na área de design de interação, Vítor Lourenço se dedicou além do design, em não só fundar como investir em diversas startups. Um dos motivos dessa mudança na sua vida profissional foi a vontade de trabalhar com grupo de pessoas menores novamente, podendo ter um impacto pessoal maior, evitando as grandes burocracias das grandes empresas.
Em 2013, continuando seu novo caminho no desenvolvimento e investimento em startups, Vítor Lourenço entrou para a Expa, um estúdio focado na construção e aberturas de startups. Diferentemente de uma empresa tradicional de investimentos, a empresa participa efetivamente do desenvolvimento das startups.